# Шишкявичус, Эвалдас
Эвалдас Шишкявичус (лит. Evaldas Šiškevičius; род. 30 декабря 1988, Вильнюс,  Литва) — литовский профессиональный велогонщик, выступающий за французскую  профессиональную шоссейную велокоманду «Delko-Marseille Provence», имеющую статус UCI Professional Continental team.

## Достижения
2005
2-й Чемпионат Литвы — Групповая гонка (юниоры)
2006
2-й Sint-Martinusprijs Kontich (юниоры)
5-й Чемпионат Европы — Индивидуальная гонка (юниоры)
9-й Чемпионат Европы — Групповая гонка (юниоры)
2007
3-й Чемпионат Литвы — Индивидуальная гонка
3-й Чемпионат Литвы — Индивидуальная гонка U23
2008
1-й Boucles catalanes
1-й Grand Prix de la ville de Nogent-sur-Oise
2-й Tour du Canton de l'Estuaire
3-й Чемпионат Литвы — Индивидуальная гонка
2009
1-й Tour du Canton de l'Estuaire — Генеральная классификация
1-й — Этап 1
1-й — Этап 1 Tour de Tolède
1-й — Этап 2 Вуэльта Таррагоны
1-й — Этап 4 Quatre Jours des As-en-Provence
2-й Чемпионат Литвы — Индивидуальная гонка
2-й La Gainsbarre
3-й Circuit méditerranéen
5-й Чемпионат Европы — Индивидуальная гонка U23
2010
1-й Ronde du Canigou
1-й Grand Prix du Pays d'Aix
1-й  Boucle de l'Artois — Генеральная классификация
1-й — Этап 1
2-й Grand Prix New Bike-Eurocapi
2-й Чемпионат Литвы — Индивидуальная гонка
2011
1-й  Волта Алентежу — Генеральная классификация
1-й — Этап 3
3-й Чемпионат Литвы — Индивидуальная гонка
3-й Тур Бретани — Генеральная классификация
8-й Гран-при Юрмалы 
2012
1-й — Этап 5 Тур Бретани
1-й — Этап 2 Тур Лимузена
1-й Гран-при Соммы
2013
3-й Чемпионат Литвы — Групповая гонка
2014
2-й Critérium Nant'Est Entreprises
9-й Гран-при Марсельезы
2015
1-й  Circuit des Ardennes international — Генеральная классификация
1-й — Этап 3а (КГ)
1-й  Тур Яньчэна — Генеральная классификация
1-й  — Очковая классификация
1-й — Этап 1
3-й Тур Пикардии — Генеральная классификация
1-й  — Очковая классификация
4-й Тур озера Тайху — Генеральная классификация
4-й Чемпионат Литвы — Групповая гонка
4-й Чемпионат Литвы — Индивидуальная гонка
2016
5-й Чемпионат Литвы — Индивидуальная гонка
2017
4-й Чемпионат Литвы — Групповая гонка
4-й Чемпионат Литвы — Индивидуальная гонка
2018
3-й Чемпионат Литвы — Групповая гонка
3-й Чемпионат Литвы — Индивидуальная гонка
2019
9-й Париж — Рубе